# 春妃いぶき
春妃 いぶき（はるひ いぶき、1988年3月8日 - ）は日本の元AV女優。

## 略歴
2007年（平成19年）、ロリータ系女優としてデビュー。
2009年（平成21年）引退。

## 出演

### アダルトビデオ
2007年
- リアル裏アナルFUCK 春妃いぶき 紺野うさぎ（1月13日、BRAVO）
- 美少女学園 集団スカトロレズリンチ（2月8日、SODクリエイト）他多数出演
- 強制黄金 人間便器への転落ストーリー VOL.3（5月22日、超醜い豚便器）共演:香芝めぐみ
- S級美少女拷問 2 春妃いぶき（6月29日、アルファーインターナショナル）
- 性 マングリ女学園（7月25日、TMクリエイト）共演:青木里菜、冬野みずき、藤本麻美、椎名あこ
- 女子校生無残 イカセ天誅（8月17日、レアル・ワークス）
- 女だけのサディスティック天国 02（9月19日、CROSS）他多数出演
- いたいけな女子校生 日高ゆりあ 春妃いぶき（10月7日、エロマ/妄想族）
- 超食虫美少女 ウンコゴキブリミミズハンバーグを喰う女（10月18日、ディープス）
- W浣腸ポンプ責め2 連結浣腸篇（11月19日、シネマジック）共演:遠藤はるか
- オフィスケイズっていうフェチメーカーです!!（12月1日、オフィスケイズ）他多数共演
- 獣皇40　現役レースクィーンが犬とナマ姦で大量潮吹きイキまくり（12月1日、グローリークエスト）

2008年
- 女子校生とキモオヤジの一日デート（1月18日、オフィスケイズ）
- 中出しバトルロイヤル（2月1日、MOODYZ）他多数共演
- 新・浣腸 04（3月28日、GIGA）
- Strangulation（4月20日、C-Format）共演:朝海ゆづは、梅原あんな、矢沢リン
- 美しく華麗に砕け散る貝殻のように…（4月28日、C-Format）共演:朝海ゆづは、梅原あんな、矢沢リン
- 虐待アナル奴隷 大量浣腸責め4 春妃いぶき（6月1日、CORE）
- ドリーム学園12 6時間完全版（6月1日、MOODYZ）他多数出演
- 躍り喰い姫～食用豚便器の末路…消化された男達（6月6日、ヤプーズマーケット）共演:美野辺玲子、椎名亜子
- Both sexes two poles（6月12日、C-Format）共演:小野瀬あかり、梅原あんな、やまきりん
- 真正中出しの絶対アングル 4連続真正中出しFuck!! 春妃いぶき（6月13日、みるいぃぷりん♪）
- 学用患者 vol.4 私の体はどこも悪くない（7月10日、大洋図書）
- a Deluge ～顔騎放尿～（7月10日、C-Format）他出演:水野いつき、梅原あんな、千尋
- 鬼イカセ ザ・ドリル 4時間（7月18日、レアル・ワークス）他多数出演
- M女糞奴隷計画 1 春妃いぶき編（7月18日、超醜い豚便器）
- 緊縛イラマチオ 10人の口便器女（8月1日。、CORE）他9名出演
- 蛙が微笑に裂き腹這い幻惑 春妃いぶき（9月1日、幻奇）
- CROSSレズビアン集団SMベスト4時間（9月19日、CROSS）他多数出演
- 至極、地獄、極楽。CHAPTER 5（10月17日、十色）他出演:浅岡沙希、梅原あんな、桜井真央
- 春妃いぶきの自画撮り穴糞生活 春妃いぶき（10月19日、大塚フロッピー）

2009年
- ビクセン総集編 凌辱の記録（5月1日、シネマジック）他多数出演
- 真正中出しの絶対アングル 最悪の外道SEX!真正中出し4連発!!（6月7日、みるきぃぷりん♪）

2010年
- AVグランプリBEST 排泄まる見え!極・拷問Wパック（4月1日、ヴィ）共演:大塚ひな